# Вельтурно
Вельту́рно (итал. Velturno), также Фе́льдтурнс (нем. Feldthurns) — коммуна в Италии, расположена в области Трентино-Альто-Адидже, в провинции Больцано.
Население составляет 2666 человек (2008 г.), плотность населения составляет 111 чел./км². Коммуна занимает площадь 24 км². Почтовый индекс — 39040. Телефонный код — 0472.

## Демография
Динамика населения: